# Diecezja Saint John
Diecezja Saint John – diecezja Kościoła rzymskokatolickiego w Kanadzie. Została erygowana w 1842 pod nazwą Saint John in America. Od 1924 nosi obecną nazwę.

## Biskupi diecezjalni
- William Dollard (Dullard), O.F.M.Cap. † (1842−1851)
- Thomas Louis Connolly † (1852−1859)
- John Sweeny † (1859−1901)
- Timothy Casey † (1901−1912)
- Edward Alfred Le Blanc † (1912−1935)
- Patrick Albert Bray † (1936−1953)
- Alfred Bertram Leverman † (1953−1968)
- Joseph MacNeil † (1969−1973)
- Arthur Joseph Gilbert † (1974−1986)
- Joseph Edward Troy (1986−1997)
- Joseph Faber MacDonald † (1998−2006)
- Robert Harris (2007−2019)
- Christian Riesbeck (od 2019)